# Cekotrofia
Cekotrofia – dwuetapowa metoda trawienia pokarmu występująca u królików, bobrów i części szczekuszkowatych. Polega na wytwarzaniu dwóch rodzajów kału, z których jeden (cekotrof) jest zjadany. Jego formowanie zachodzi w jelicie ślepym. Zawiera on większe ilości wody, białek oraz bakterii (u królika to 140 × 1010 komórek/g suchej masy; dla porównania zwykły kał zawiera 30 × 1010 komórek/g suchej masy). Cekotrof jest połykany bez żucia i defekowany w nocy (tzw. odchody nocne – miękkie i otoczone śluzem), w postaci suchej, całkowicie pozbawionej celulozy.